# Trường đua Yas Marina
Trường đua Yas Marina (tiếng Ả Rập: حلبة مرسى ياس), là một trường đua xe chuyên dụng nằm ở đảo Yas Island, UAE. Trường đua hiện đang đăng cai chặng đua GP Abu Dhabi của giải đua Công thức 1.

## Lịch sử
Trường đua được khởi công từ tháng 05 năm 2007 và hoàn thành vào tháng 10 năm 2009 với tổng chi phí đầu tư khoảng hơn 1,3 tỷ USD, biến nơi đây thành một trong những trường đua đắt đỏ và hiện đại nhất trên thế giới.
Cũng từ năm 2009 đến nay, hàng năm trường đua đều đăng cai chặng đua Công thức 1 GP Abu Dhabi.

## Các kỷ lục vòng chạy
Dưới đây là các kỷ lục vòng chạy nhanh nhất của các giải đua được tổ chức ở trường đua Yas Marina:
| Giải đua                                    | Thời gian                                   | Tay đua                                     | Xe                                          | Sự kiện                                         |
| Kiểu đường Grand Prix (2009-2021): 5.554 km | Kiểu đường Grand Prix (2009-2021): 5.554 km | Kiểu đường Grand Prix (2009-2021): 5.554 km | Kiểu đường Grand Prix (2009-2021): 5.554 km | Kiểu đường Grand Prix (2009-2021): 5.554 km     |
| ------------------------------------------- | ------------------------------------------- | ------------------------------------------- | ------------------------------------------- | ----------------------------------------------- |
| F1                                          | 1:39.283                                    | Lewis Hamilton                              | Mercedes AMG F1 W10 EQ Power+               | 2019 Abu Dhabi Grand Prix                       |
| F2                                          | 1:50.314                                    | Alexander Albon                             | Dallara GP2/11                              | 2017 Yas Island Formula 2 round                 |
| GP2                                         | 1:50.749                                    | Sergio Perez                                | Dallara GP2/08                              | 2010 Yas Marina GP2 Series round                |
| LMP2                                        | 1:56.560                                    | Franco Colapinto                            | Aurus 01                                    | 2021 4 Hours of Abu Dhabi Race 4                |
| GP3                                         | 1:56.888                                    | Marvin Kirchhöfer                           | Dallara GP3/13                              | 2014 Yas Island GP3 Series round                |
| LMP3                                        | 2:05.165                                    | Malthe Jakobsen                             | Ligier JS P320                              | 2021 4 Hours of Abu Dhabi Race 3                |
| Formula 3                                   | 2:07.324                                    | Jamie Chadwick                              | Tatuus F.3 T-318                            | 2019-20 F3 Asian Championship Yas Marina Round  |
| GT1                                         | 2:07.376                                    | Thomas Mutsch                               | Matech Ford GT1                             | 2010 FIA GT1 Abu Dhabi round                    |
| Formula Renault Eurocup                     | 2:08.720                                    | Victor Martins                              | Tatuus FR-19                                | 2019 Formula Renault Eurocup Yas Island round   |
| GT3                                         | 2:08.791                                    | Ben Barnicoat                               | McLaren 720S GT3                            | 2021 4 Hours of Abu Dhabi Race 4                |
| Formula 4                                   | 2:11.046                                    | Charles Weerts                              | Tatuus F4-T014                              | 2017–18 3rd Abu Dhabi Formula 4 UAE round       |
| V8 Supercars                                | 2.13.160                                    | Jamie Whincup                               | Holden VE Commodore                         | 2012 Yas Marina Circuit V8 Supercar Event       |
| GT4                                         | 2:21.240                                    | Olli Caldwell                               | Mercedes-AMG GT4                            | 2018 Gulf 12 Hours                              |
| Kiểu đường Corkscrew (2009-2021): 4.730 km  |                                             |                                             |                                             |                                                 |
| GP2 Asia                                    | 1:37.745                                    | Jules Bianchi                               | Dallara GP2/11                              | 2011 Yas Marina Circuit GP2 Asia Series round   |
| GT1                                         | 1:52.431                                    | Maxime Martin                               | Matech Ford GT1                             | 2011 FIA GT1 Abu Dhabi round                    |
| Formula 3                                   | 1:53.432                                    | Jehan Daruvala                              | Tatuus F.3 T-318                            | 2021 F3 Asian Championship 1st Yas Marina Round |
| Formula 4                                   | 1:57.198                                    | Dilano van't Hoff                           | Tatuus F4-T014                              | 2021 2nd Abu Dhabi Formula 4 UAE round          |
| V8 Supercars                                | 1:57.740                                    | Jason Bargwanna                             | Holden VE Commodore                         | 2011 Yas V8 400                                 |
| Kiểu đường North (2009-2021): 3.130 km      |                                             |                                             |                                             |                                                 |
| Formula 4                                   | 1:10.027                                    | Olli Caldwell                               | Tatuus F4-T014                              | 2017–18 2nd Abu Dhabi Formula 4 UAE round       |
| Kiểu đường South (2009-2021): 2.360 km      |                                             |                                             |                                             |                                                 |
| Formula 4                                   | 59.572                                      | Jonathan Aberdein                           | Tatuus F4-T014                              | 2016-17 3rd Abu Dhabi Formula 4 UAE round       |